# Morti nel 1654
| Questa pagina contiene informazioni ricavate automaticamente dalle voci biografiche con l'ausilio del template Bio e di un bot. L'aggiornamento è periodico e automatico e ricostruisce completamente la pagina. Se manca una persona in questa lista, sei pregato di non aggiungerla, ma accertati piuttosto che la sua voce biografica contenga il template Bio e che i dati anagrafici siano correttamente compilati. Se il template Bio manca, inseriscilo tu stesso o, in alternativa, metti l'avviso {{tmp\|Bio}} che ne segnala la mancanza. Se i dati riportati sono sbagliati, correggi direttamente la voce biografica; le modifiche saranno visibili in questa lista entro pochi giorni. Per chiarimenti vedi il progetto biografie. La lista contiene solo le 87 persone che sono citate nell'enciclopedia e per le quali è stato implementato correttamente il template Bio. Pagina aggiornata al 2 ago 2025. |

## Gennaio(4)
- 10 gennaio - Nicholas Culpeper, medico, botanico e astrologo britannico (n. 1616)
- 13 gennaio - Jacques Lemercier, architetto francese (n. 1585)
- 20 gennaio - Elisabeth Sophia Gyldenløve, nobile danese (n. 1633)
- 23 gennaio - Thomas Willeboirts Bosschaert, pittore, disegnatore e incisore olandese (n. 1613)

## Febbraio(7)
- 4 febbraio - Pietro Mazzarino, italiano (n. 1576)
- 6 febbraio - Francesco Mochi, scultore italiano (n. 1580)
- 7 febbraio - Fulgenzio Micanzio, teologo e storico italiano (n. 1570)
- 8 febbraio - Jean-Louis Guez de Balzac, scrittore francese (n. 1597)
- 8 febbraio - John Talbot, X conte di Shrewsbury, nobile inglese (n. 1601)
- 12 febbraio - Luca da Reggio, pittore italiano (n. 1605)
- 16 febbraio - Francesco Bordoni, scultore italiano (n. 1580)

## Marzo(8)
- 7 marzo - Ernesto Amedeo di Anhalt-Plötzkau, principe tedesco (n. 1620)
- 9 marzo - Pedro Álvarez de Toledo y Leiva, generale e diplomatico spagnolo
- 14 marzo - Jan van Balen, pittore fiammingo (n. 1611)
- 15 marzo - Jean Guiton, ammiraglio, politico e armatore francese (n. 1585)
- 21 marzo - Jean-François de Gondi, arcivescovo cattolico francese (n. 1584)
- 24 marzo - Samuel Scheidt, compositore e organista tedesco (n. 1587)
- 30 marzo - Aleksander Ludwik Radziwiłł, nobile e politico polacco (n. 1594)
- 30 marzo - Henry Seymour, lord Beauchamp, nobile inglese (n. 1626)

## Aprile(4)
- 5 aprile - Atanasio III di Costantinopoli, arcivescovo ortodosso greco (n. 1597)
- 5 aprile - Ennio Bonifazi, organaro italiano (n. 1600)
- 5 aprile - Lorenzo Garbieri, pittore italiano (n. 1580)
- 5 aprile - Kaspar Leuw, condottiero e politico svizzero (n. 1575)

## Giugno(6)
- 3 giugno - Alethea Talbot, nobildonna inglese (n. 1585)
- 7 giugno - Giovan Battista Andreini, attore teatrale e drammaturgo italiano
- 10 giugno - Alessandro Algardi, scultore italiano (n. 1598)
- 27 giugno - Johannes Valentinus Andreae, teologo tedesco (n. 1586)
- 27 giugno - Thomas Gataker, teologo e religioso inglese (n. 1574)
- 28 giugno - John Southworth, presbitero e missionario inglese (n. 1592)

## Luglio(3)
- 9 luglio - Ferdinando IV d'Asburgo, re (n. 1633)
- 10 luglio - İslâm III Giray (n. 1604)
- 23 luglio - Orazio Grassi, matematico e architetto italiano (n. 1583)

## Agosto(8)
- 7 agosto - Jan Savery, pittore olandese (n. 1589)
- 9 agosto - Ettore Capecelatro, giurista, magistrato e politico italiano (n. 1580)
- 11 agosto - Peter Franchoijs, pittore fiammingo (n. 1606)
- 11 agosto - Virgilio Malvezzi, scrittore, militare e politico italiano (n. 1595)
- 12 agosto - Cornelius Haga, diplomatico olandese (n. 1578)
- 28 agosto - Axel Oxenstierna, politico svedese (n. 1583)
- 29 agosto - Wouter van Twiller, politico olandese (n. 1606)
- 31 agosto - Ole Worm, medico, biologo e filologo danese (n. 1588)

## Settembre(7)
- 5 settembre - Niccolò Longobardi, gesuita italiano (n. 1565)
- 6 settembre - Cristiano I del Palatinato-Birkenfeld-Bischweiler, duca tedesco (n. 1598)
- 8 settembre - Pietro Claver, gesuita, missionario e santo spagnolo (n. 1581)
- 17 settembre - Mario Cutelli, giurista e filosofo italiano (n. 1589)
- 19 settembre - Hugh Semple, matematico e gesuita scozzese (n. 1589)
- 27 settembre - Luigi di Guisa, nobile francese (n. 1622)
- 28 settembre - Jérôme Duquesnoy il Giovane, scultore e architetto fiammingo (n. 1602)

## Ottobre(6)
- 4 ottobre - Marco Morosini, vescovo cattolico italiano (n. 1605)
- 12 ottobre - Carel Fabritius, pittore olandese (n. 1622)
- 15 ottobre - Samuel Bolton, presbitero e teologo inglese (n. 1606)
- 16 ottobre - Hercule de Rohan, nobile francese (n. 1568)
- 30 ottobre - Go-Kōmyō, imperatore giapponese (n. 1633)
- 31 ottobre - Francisco Correa de Arauxo, compositore e organista spagnolo (n. 1584)

## Novembre(6)
- 5 novembre - Francesco Carducci, vescovo cattolico e letterato italiano (n. 1610)
- 10 novembre - Filippo Vitali, compositore e cantore italiano (n. 1590)
- 15 novembre - Lucrezia Dondi dall'Orologio Obizzi, nobile italiana (n. 1610)
- 26 novembre - Giovanni Battista Altieri, cardinale e vescovo cattolico italiano (n. 1589)
- 27 novembre - Pieter Meulener, pittore fiammingo (n. 1602)
- 30 novembre - John Selden, giurista e politico inglese (n. 1584)

## Dicembre(7)
- 1º dicembre - Giacomo Micaglia, linguista e lessicografo italiano (n. 1601)
- 1º dicembre - Gerolamo Sersale, gesuita e astronomo italiano (n. 1584)
- 2 dicembre - Alvise Mocenigo, politico e ammiraglio italiano (n. 1583)
- 4 dicembre - Francesco Fieravino, pittore italiano (n. 1611)
- 11 dicembre - Semplice da Verona, pittore e religioso italiano (n. 1589)
- 15 dicembre - Anne Villiers, contessa di Morton, nobildonna britannica
- 25 dicembre - Anton Matthäus II, giurista tedesco (n. 1601)

## Senza giorno specificato(21)
- Jacopo Apollonio, pittore italiano (n. 1577)
- Iacopo Badoer, politico, librettista e poeta italiano (n. 1602)
- Ottavio Beltrano, scrittore e tipografo italiano (n. 1598)
- Pierre Broussel, politico francese (n. 1575)
- Bernardino Casella, scultore e stuccatore svizzero (n. 1595)
- Pietro Ciafferi, pittore italiano (n. 1600)
- Baccio Ciarpi, pittore italiano (n. 1574)
- Francesco Contin, architetto svizzero (n. 1590)
- Cornelis Helmbreker, organista e compositore olandese (n. 1590)
- José Antonio González de Salas, umanista e scrittore spagnolo (n. 1588)
- Germain Habert, religioso e poeta francese (n. 1610)
- David Kirke, navigatore inglese (n. 1597)
- Li Xiangjun, musicista cinese (n. 1624)
- Giovanni Nardi, medico italiano
- Paulus Potter, pittore olandese (n. 1625)
- Hans Putmans, politico e navigatore olandese
- Nicolas Rigault, magistrato, bibliotecario e filologo francese (n. 1577)
- Alexander Ross, scrittore scozzese
- Nicola Sabbatini, architetto e scenografo italiano (n. 1574)
- Agostino Serena, architetto italiano
- Pietro Francesco Valentini, compositore italiano